# Katedra w Glasgow
Katedra w Glasgow (ang. Glasgow Cathedral) – pierwotnie katolicka, zarządzana obecnie przez Kościół Szkocji, jest przykładem architektury gotyckiej w Szkocji. 
Jako jeden z niewielu szkockich kościołów przeżyła reformację nietknięta. Na uwagę zasługuje XIII-wieczna wieża, będąca obecnie najstarszą częścią budynku. 
Oficjalnie nie pozostaje katedrą od 1690 roku, jakkolwiek w przeciwieństwie do wielu podupadłych i zrujnowanych katedr w Szkocji, ta nadal jest miejscem aktywnej chrześcijańskiej posługi, goszcząc zgromadzenia Kościoła Szkockiego. Dwie symetryczne wieże flankujące fasadę zachodnią zostały rozebrane w latach 1846-1848 i wielkie okno zachodnie (pierwsze otwarte przez Davida Hamiltona w 1812 roku) przekształcone przez Edwarda Blore'a. W połowie XIX wieku wnętrze zostało przywrócone do jednolitego stanu, prace wykańczające rozpoczął w prezbiterium w 1805 roku William Stark.